# Frédéric Tuscan
Frédéric Tuscan (* 19. února 1979) je bývalý francouzský reprezentant ve sportovním lezení, vicemistr světa v boulderingu a juniorský mistr světa v lezení na obtížnost.

## výkony a ocenění
- 2001: vicemistr světa

### závodní výsledky
| Mistrovství světa | Mistrovství světa |
| Rok               | 2001              |
| ----------------- | ----------------- |
| Bouldering        | 2                 |

| Světový pohár | Světový pohár | Světový pohár | Světový pohár | Světový pohár |
| Rok           | 1999          | 2000          | 2001          | 2002          |
| ------------- | ------------- | ------------- | ------------- | ------------- |
| Bouldering    | 30            | 6             | 5             | 14            |
| jednotlivě*   | -,-,-,-,10,-  | 11,7,9,5,8,6  | 10,8,8,,6     | -,9,8         |

* poznámka: nalevo jsou poslední závody v roce
| Mistrovství Francie | Mistrovství Francie | Mistrovství Francie |
| Rok                 | 2001                | 2002                |
| ------------------- | ------------------- | ------------------- |
| Bouldering          | 3                   | 3                   |

| Mistrovství světa juniorů | Mistrovství světa juniorů | Mistrovství světa juniorů |
| Rok                       | 1994 kat B                | 1995 kat A                |
| ------------------------- | ------------------------- | ------------------------- |
| Obtížnost                 | 1                         | 2                         |